# Sabatierův efekt

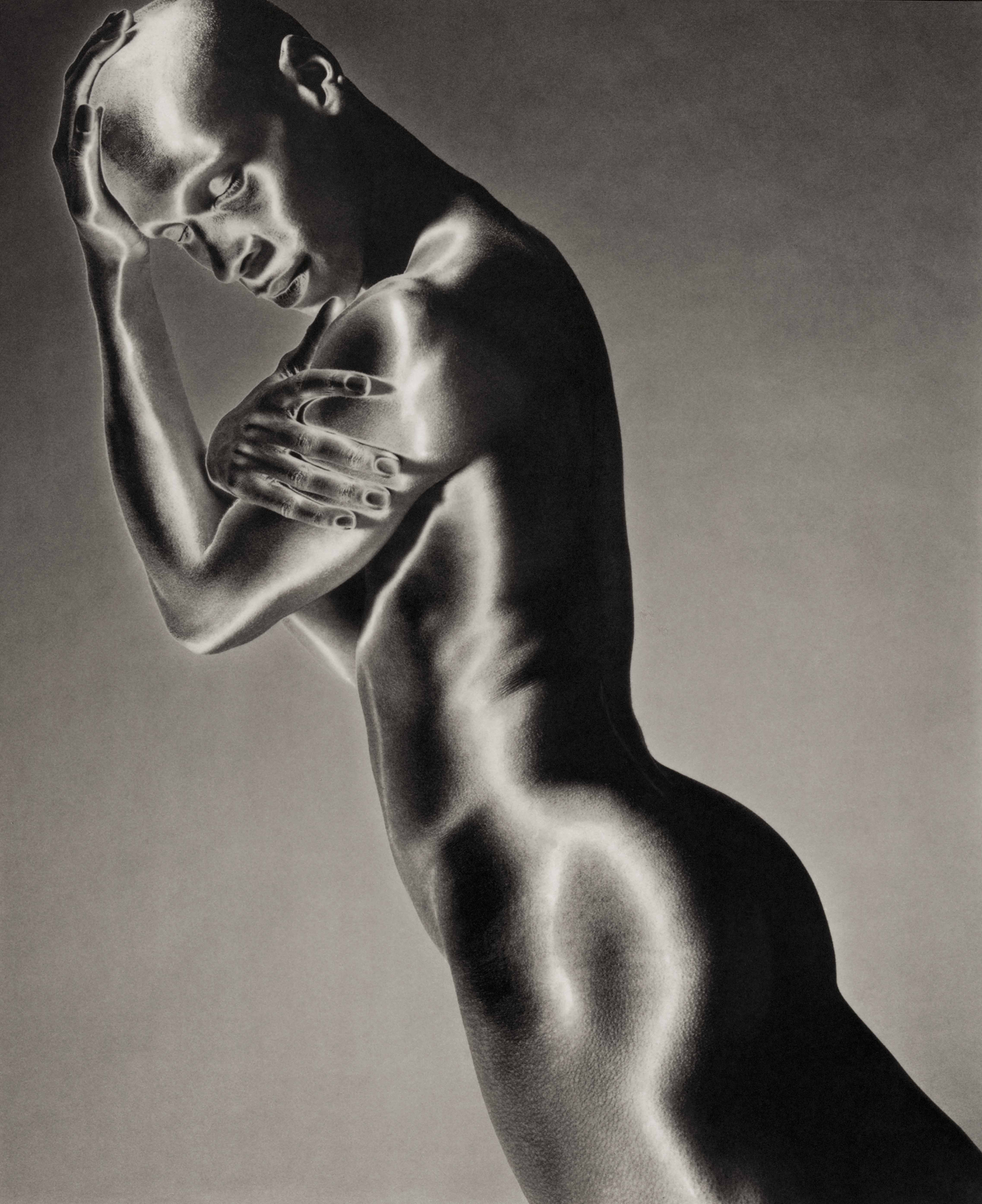
Peter Dazeley: portrét muže, akt

Sabatierův efekt (pseudosolarizace) je difúzní proces ve fotografické emulzi vznikající při dodatečném osvitu obrazu v průběhu vyvolávání; dalším vyvoláváním obraz zčerná, ale na rozhraní původních tonalit zůstává slabší světlejší charakteristická linie obrazu. Sabatierův efekt je možné připravit z negativních i pozitivních obrazů a je tím výraznější, čím je původní obraz kontrastnější. Částečný Sabatierův efekt (v obrazu s charakteristickými čarami je ještě další tonalita kresby) vznikne z negativů nebo pozitivů s nižším kontrastem. Úplný Sabatierův efekt (v obraze jsou jen charakteristické linie) vznikne jen při vysokém kontrastu.
Sabatierův efekt byl nazván podle francouzského vědce Armanda Sabatiera (1834-1910).

## Galerie

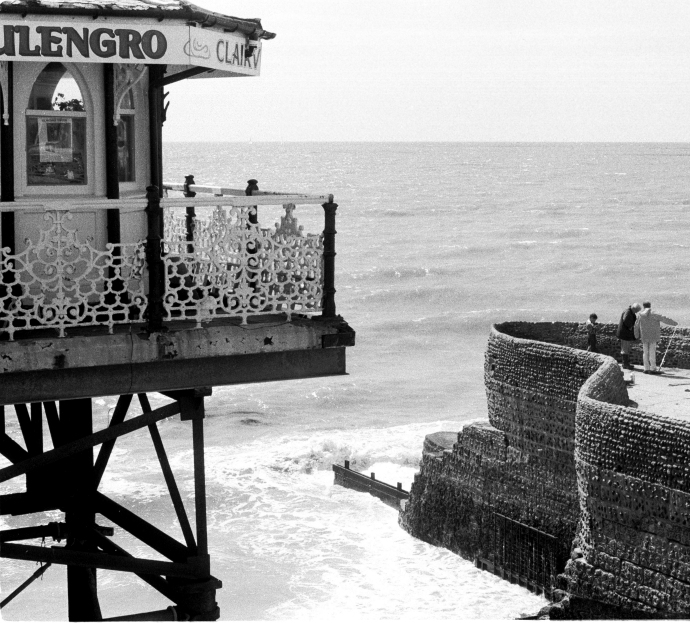
Standardně vyvolaná pozitivní kopie
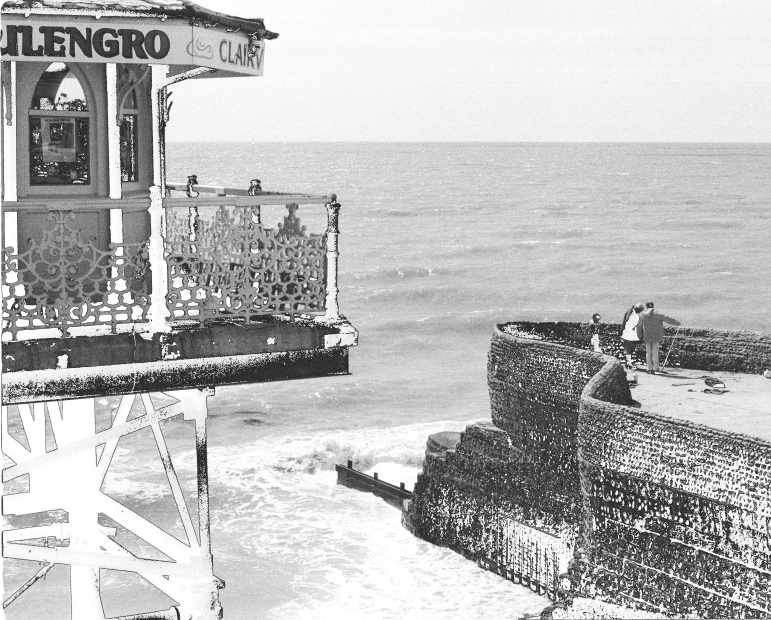
Dosažení Sabatierova efektu v grafickém editoru pomocí úpravy křivek